# Люй Дуань
Люй Дуань (吕端; 935 — 1000) — китайский государственный деятель времен Пяти династий и династии Северная Сун, цзайсян (первый министр) в 994—1000 годах.

## Биография
Происходил из старинного чиновничьего рода Люй. Был сыном Люй Эти, заместителя главы военного ведомства (бинбу шилан) династии Поздняя Цзинь. Родился в городке Аньци (территория современного городского округа Ланфана провинции Хэбэй).
В юности обнаружил талант к обучению. Довольно быстро получил высшую ученую степень цзиньши. В период династий Поздняя Хань и Поздняя Чжоу занимал высокие должности в дворцовой охране, Занимался составлением ежедневных записей и был включен в Историческую коллегию шигуань.
С приходом к власти династии Сун его отправили управлять захваченными областями, при этом он сохранял формальные должности при дворе. В 960 году назначается заместителем руководителя Тайчанси (Ведомство великого постоянства, которое занималось ритуалами, музыкой, жертвоприношениями Небу и Земле), одновременно главой уезда Цзюнь и тунпанєм (помощник руководителя области, который занимался вопросами в сфере судебной власти).
В период 968—976 гг. во время посольства Хао Чунсиня к кидани, Люй Дуаня, который на то время уже был помощником председателя Тайпуси (Большой конюшенный приказ) был назначен вторым человеком в посольстве. В 975 году он становится префектом области Хунчжоу, но до того как он успел отправиться на свой пост, его повысили до должности симэн юаньвайлан (внештатного помощника руководителя императорской охраны) и главы области Чэнду.
Успехи в управлении провинцией способствовали вниманию со стороны Чжао Тинмея, циньского вана и наследника трона. В 975 году он приглашает Дуаня Люй к себе и назначает юаньвайлан тупанем (внештатным помощником столичной префектуры по судебной части).
В 979 году управляющего дворцовым хозяйством уличили в том, что он скупал древесину у контрабандистов. За то, что Люй Дуань не проконтролировал этот процесс, его понижают в должности и отправляют советником в пограничную северную провинцию. Впоследствии его назначают внештатным помощником руководителя министерства обрядов и церемоний, а также председателем Кайфенського уезда, затем он прошел аттестацию и получил должность помощника, а также историографа-летописца цзашичжи. Затем возглавил посольство в Корё, по возвращении его повысили до главы министерства по сбору налогов и учёта населения.
В 985 году Чжао Юаньси, новый наследник и глава столичного уезда, вызвал Люй Дуаня к себе. В 987 году становится председателем финансового управления столичного округа и одним из советников императора Тай-цзуна. После смерти Юаньсі в 992 году попал под суд, его отстранили от любого принятия решений, предоставив формальную должность при дворе — ченсяна (помощника первого министра). Того же года, после смерти Чжао Пу, возглавил группу старой аристократии и чиновничества, которая поддерживала императора Тай-цзуна.
В 994 году император назначает Дуаня Люй цзайсяном (первым министром). Во время болезни императора в 997 году взял на себя значительную часть полномочий. При этом старался обеспечить спокойный переход власти к наследнику — Чжао Хена (известного как Чжэнь-цзун). После смерти Тай-цзуна раскрыл и подавил заговор императрицы Цзы и евнуха Ван Цзіеня, что пытались передать власть другому сыну Тай-цзуна — Чжао Юаньцзо.
Люй Дуань сохранил влияние императора Чжэнь-цзуна, оставаясь на своем посту до самой смерти в 1000 году.